# چانگان یونی-کی
چانگان یونی-کی یک کراس‌اوور سایز متوسط است که از سال ۲۰۲۰ تا کنون توسط چانگان ساخته شده‌است.

## بررسی اجمالی

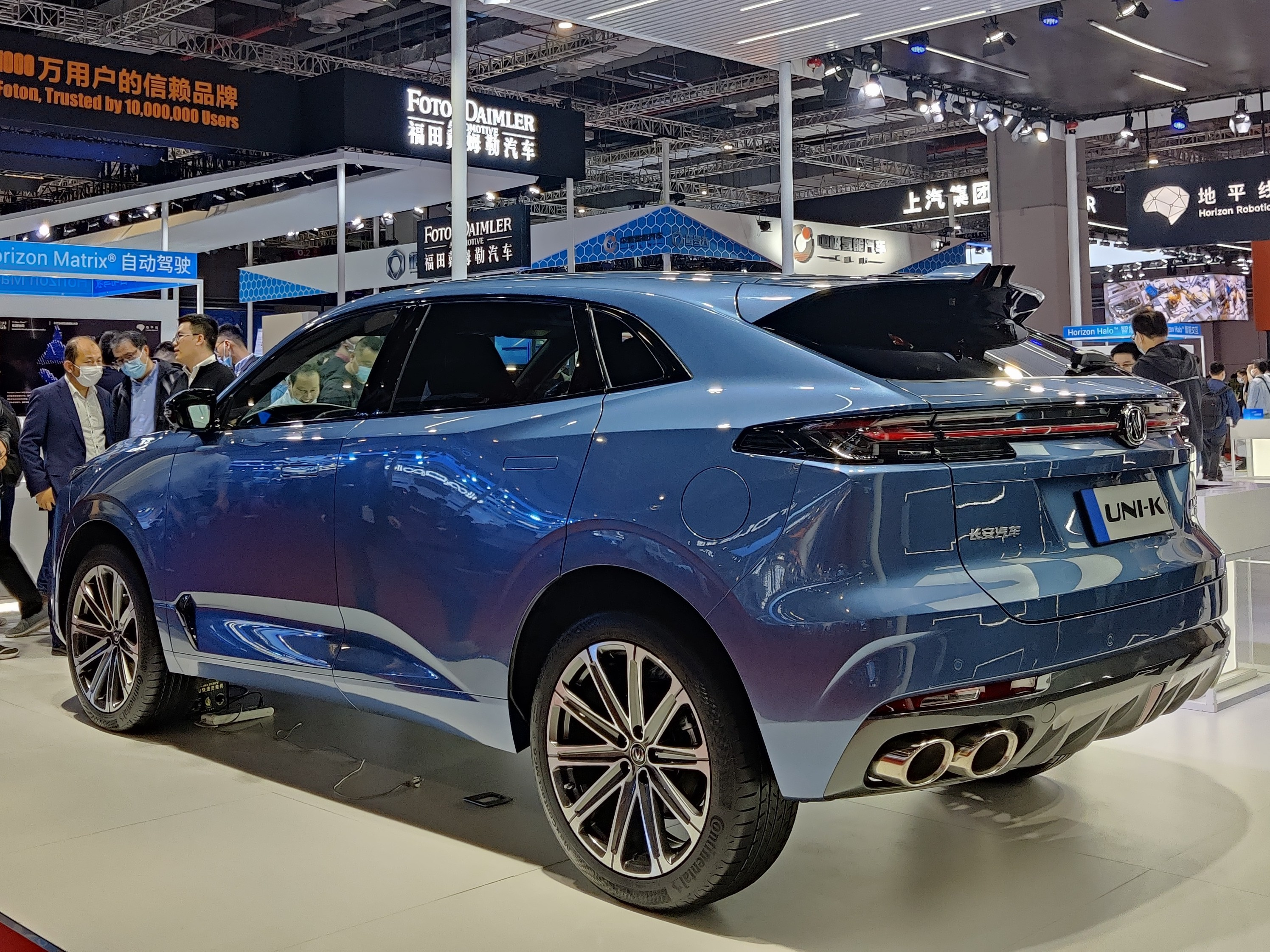
نسخه کانسپت

این خودرو برای اولین بار با نام چانگان ویژن وی در نمایشگاه خودروی پکن سال ۲۰۲۰ در سپتامبر سال ۲۰۲۰ رونمایی شد.
نسخه تولیدی چانگان یونی کی در نمایشگاه خودرو گوانگژو ۲۰۲۰ معرفی شد.

### پیشرانه
این خودرو دارای یک موتور ۲٫۰ لیتری توربوشارژ است که ۲۲۹ اسب بخار قدرت می‌دهد. همچنین به گیربکس هشت سرعته اتوماتیک توسط آیسین و سیستم چهار چرخ متحرک مجهز شده‌است.